# Francesco Vincenzi
Francesco Vincenzi (Bagnolo Mella, 30 settembre 1956) è un allenatore di calcio ed ex calciatore italiano, di ruolo attaccante.

## Carriera

### Giocatore
Vincenzi esordì con il Milan nel 1974 in Serie A, disputando in quella stagione solo Cesena-Milan 1-0 del 10 febbraio 1974.
Nel 1974 passò al Monza, in Serie C, dove disputò 25 gare segnando dieci reti. Nell'estate del 1975 ritornò al Milan, disputando due stagioni (non da titolare) e sommando 19 presenze e otto gol.
Nella stagione 1977-1978 si trasferì al Lanerossi Vicenza, con cui arrivò al secondo posto in campionato, ma nel quale risultò chiuso nel suo ruolo da Paolo Rossi, riuscendo a totalizzare solo dieci presenze, tutte da subentrante, senza reti.
L'anno dopo passò al Bologna, che si salvò all'ultima giornata dalla retrocessione in Serie B. Nell'estate del 1979 ritornò al Monza, in Serie B, dove disputò una buona annata con 24 gare e dieci gol. Nel 1980 tornò nuovamente al Milan, retrocesso d'ufficio in Serie B per il calcio scommesse. In cadetteria Vincenzi fece la sua parte nella immediata promozione, contribuendo con dieci reti in 25 presenze.
Passò poi al Brescia, appena retrocesso in B, con cui giocò 25 gare e segnò sette reti. L'anno dopo Mario Frustalupi lo volle alla Pistoiese: 35 gare (titolare inamovibile) e quindici reti, ma gli arancioni mancarono la seconda promozione in A.
Nel 1983 passò alla Roma, con 23 presenze e sette gol totali e il raggiungimento della finale di Coppa dei Campioni all'Olimpico contro il Liverpool, che però non giocò. Vinse la Coppa Italia a trent'anni, disputò tre stagioni all'Ascoli, con una retrocessione (1984-85) e una promozione (1985-86), per un totale di 77 presenze e ventotto gol. Dopo una stagione in B con il Lecce (32 gare e otto gol) si trasferì al Barletta fino al giugno del 1990.
Nell'estate del 1990 restò senza contratto, ma a ottobre fu ingaggiato dal Como di Bersellini, recentemente retrocesso in Serie C1. I venti gol realizzati insieme a Loris Pradella consentirono ai lariani di disputare lo spareggio per l'accesso in Serie B, perso 1-2 contro il Venezia, dove sbagliò un rigore al 78' (parato da Bosaglia). A fine campionato, mentre Pradella venne riconfermato, terminò il contratto annuale di Vincenzi, che però, a 35 anni, non voleva ancora smettere, firmando così per il Varese. Pochi giorni dopo la fine del campionato, a 36 anni, Vincenzi diede l'addio al calcio, dopo diciannove stagioni e oltre 450 partite disputate nei campionati professionistici: 150 presenze e cinquanta reti in Serie A, 350 presenze e novanta reti in Serie B. In carriera realizzò in totale 190 reti.

### Allenatore
Iniziò l'avventura da allenatore nelle giovanili del Milan. La prima esperienza da allenatore di un club l'ha avuta nel 2004 con il Montichiari, per poi passare, nel 2005, alla Pro Sesto in Serie C1.
Finita la stagione in C1, si recò in Eccellenza, alla guida della Dellese. L'11 ottobre 2010, dopo l'esonero di Ermanno Franzoni, venne ingaggiato alla 7ª giornata dal Carpenedolo, club che militava nel girone D di Serie D. Venne esonerato il 12 dicembre 2010, dopo la 16ª giornata.
La stagione successiva è stato chiamato alla guida della Berretti del Pergocrema.
Nel marzo del 2013 è diventato il tecnico degli Allievi Nazionali del Lumezzane.
Nell'ottobre del 2013 è diventato il nuovo allenatore della Bagnolese, club militante nel girone F di Prima Categoria, venendo esonerato nell'aprile del 2014.
Nel giugno del 2017 è diventato il nuovo tecnico della Castellana, club militante in Eccellenza.
Nel 2021 trova l'accordo con il Casaloldo di patron Bassetti e guida la squadra alla vittoria del campionato ottenendo la promozione diretta in Seconda Categoria.
Nel 2024 trova l’accordo con la ASD Voltesi di Endro Gola con l’obiettivo di centrare i play-off di Seconda Categoria del girone Mantovano.

## Palmarès

### Giocatore

#### Competizioni nazionali
- Coppa Italia Semiprofessionisti: 1

Monza: 1974-1975
- Coppa Italia: 2

Milan: 1976-1977
Roma: 1983-1984
- Campionato italiano di Serie B: 2

Milan: 1980-1981
Ascoli: 1985-1986

#### Competizioni internazionali
- Coppa Mitropa: 1

Ascoli: 1986-1987